# Viscum radula
Viscum radula är en sandelträdsväxtart som beskrevs av John Gilbert Baker. Viscum radula ingår i släktet mistlar, och familjen sandelträdsväxter. Utöver nominatformen finns också underarten V. r. vacciniifolium.